# Potenza S.C.
Potenza Sport Club Srl là một câu lạc bộ bóng đá Ý, có trụ sở tại Potenza, Basilicata. Câu lạc bộ được thành lập lại vào năm 2004 với tên AS Calcio Potenza, (hậu tố pháp lý Srl được thêm vào khoảng năm 2005 ) sau khi sáp nhập ASC Potenza cũ (thành lập năm 1983) và FC Potenza (thành lập năm 1919 và trước đây gọi là Potenza SC), và đổi tên thành Potenza SC năm 2006. Nó kế thừa lịch sử của Potenza SC trước đó. Câu lạc bộ đã bị trục xuất khỏi 2009-10 Lega Pro Prima Divisione vào giữa mùa giải.

## Lịch sử
Potenza được thăng hạng ở Serie C1 vào ngày 18 tháng 6 năm 2007 bằng cách đánh bại Benevento qua hai trận đấu trong trận play-off thăng hạng 2006-07 C2.
Potenza cũng tham gia năm mùa giải Serie B từ 1963-1964 đến 1967-68. Thành công lớn nhất của đội là vị trí thứ 5 tại Serie B mùa 1964-65.
Vào tháng 3 năm 2010, Potenza đã bị loại khỏi Lega Pro Prima Divisione với hiệu lực ngay lập tức sau khi câu lạc bộ bị kết tội về trận đấu liên quan đến trận đấu với Salernitana vào tháng 4 năm 2008  Phán quyết một phần được hoàn nguyên về kháng cáo, nơi nó được cho phép Potenza hoàn thành mùa giải; tuy nhiên, câu lạc bộ sẽ vẫn xuất hiện ở vị trí cuối cùng trong bảng cuối cùng, do đó buộc câu lạc bộ phải chơi trong Lega Pro Seconda Divisione cho mùa giải 2010-11. Vào tháng 7 năm 2010, câu lạc bộ đã bị liên đoàn bóng đá Ý loại trừ do vấn đề tài chính và liên tiếp được nhận vào giải đấu nghiệp dư Eccellenza. Tuy nhiên, câu lạc bộ đã không tham gia bất kỳ giải đấu nào trong mùa 2011-12.